# Katie O’Brien
Katie Jill O’Brien (* 2. Mai 1986 in Beverley) ist eine ehemalige britische Tennisspielerin.

## Karriere
Im Jahr 2000 spielte sie in Hull ihr erstes Turnier auf dem ITF Women’s Circuit. 2005 konnte sie das Turnier gewinnen. Im Jahr darauf gewann sie das ITF-Turnier in Nottingham und 2009 die Turniere in Sutton und Jersey. 2003 war O’Brien britische Juniorinnenmeisterin im Einzel und im Doppel.
Ihr bestes Abschneiden bei einem Grand-Slam-Turnier war das Erreichen der zweiten Runde 2007 in Wimbledon und 2010 bei den Australian Open. Im Doppel kam sie über die erste Runde in Wimbledon nicht hinaus. Sie nahm 16-mal an Wettbewerben in Wimbledon teil, aber nur viermal bei anderen Grand-Slam-Turnieren.
Ihr letztes Profiturnier hat sie im Juni 2011 in Wimbledon bestritten, als sie in der ersten Runde des Hauptfeldes Kimiko Date-Krumm mit 0:6 und 5:7 unterlag. Seit Juni 2012 wird sie in den Weltranglisten nicht mehr geführt.
Katie O’Brien studiert Betriebswirtschaftslehre an der Open University. Sie hat einen Bruder und eine Schwester.

## Turniersiege

### Einzel
| Nr. | Datum              | Turnier    | Kategorie   | Belag             | Finalgegnerin     | Ergebnis         |
| --- | ------------------ | ---------- | ----------- | ----------------- | ----------------- | ---------------- |
| 1.  | 25. Januar 2005    | Hull       | ITF $10.000 | Hartplatz (Halle) | Ivanna Isroilova  | 6:4, 6:4         |
| 2.  | 25. September 2006 | Nottingham | ITF $25.000 | Hartplatz         | Amanda Keen       | 5:7, 7:63, 6:4   |
| 3.  | 2. Februar 2009    | Sutton     | ITF $25.000 | Hartplatz (Halle) | Johanna Konta     | 3:6, 6:2, 6:4    |
| 4.  | 23. März 2009      | Jersey     | ITF $25.000 | Hartplatz (Halle) | Claire Feuerstein | 7:5, 1:0 Aufgabe |

### Doppel
| Nr. | Datum              | Turnier | Kategorie   | Belag             | Partnerin      | Finalgegnerinnen                   | Ergebnis |
| --- | ------------------ | ------- | ----------- | ----------------- | -------------- | ---------------------------------- | -------- |
| 1.  | 18. September 2006 | Madrid  | ITF $25.000 | Hartplatz         | Sorana Cîrstea | Celine Cattaneo Gaelle Widmer      | kampflos |
| 2.  | 9. Oktober 2006    | Jersey  | ITF $25.000 | Hartplatz (Halle) | Margit Ruutel  | Veronika Chvojková Claire Peterzan | 7:5, 6:4 |

## Abschneiden bei Grand-Slam-Turnieren

### Einzel
| Turnier         | 2004 | 2005 | 2006 | 2007 | 2008 | 2009 | 2010 | 2011 | Karriere |
| --------------- | ---- | ---- | ---- | ---- | ---- | ---- | ---- | ---- | -------- |
| Australian Open | —    | —    | —    | Q2   | Q3   | 1    | 2    | Q1   | 2        |
| French Open     | —    | —    | —    | Q1   | Q2   | 1    | 1    | —    | 1        |
| Wimbledon       | 1    | 1    | 1    | 2    | 1    | 1    | 1    | 1    | 2        |
| US Open         | —    | —    | Q1   | Q1   | Q2   | Q2   | Q3   | —    | —        |

Zeichenerklärung: S = Turniersieg; F, HF, VF, AF = Einzug ins Finale / Halbfinale / Viertelfinale / Achtelfinale; 1, 2, 3 = Ausscheiden in der 1. / 2. / 3. Hauptrunde; Q1, Q2, Q3 = Ausscheiden in der 1. / 2. / 3. Runde der Qualifikation; n. a. = nicht ausgetragen

### Doppel
| Turnier         | 2005 | 2006 | 2007 | 2008 | 2009 | 2010 | Karriere |
| --------------- | ---- | ---- | ---- | ---- | ---- | ---- | -------- |
| Australian Open | —    | —    | —    | —    | —    | —    | —        |
| French Open     | —    | —    | —    | —    | —    | —    | —        |
| Wimbledon       | 1    | 1    | —    | 1    | 1    | 1    | 1        |
| US Open         | —    | —    | —    | —    | —    | —    | —        |

### Mixed
| Turnier         | 2007 | 2008 | 2009 | Karriere |
| --------------- | ---- | ---- | ---- | -------- |
| Australian Open | —    | —    | —    | —        |
| French Open     | —    | —    | —    | —        |
| Wimbledon       | 1    | 2    | 2    | 2        |
| US Open         | —    | —    | —    | —        |